# Eisschnelllauf-Weltcup in Berlin
Koordinaten: 52° 32′ 26,3″ N, 13° 28′ 58,4″ O
Der Eisschnelllauf-Weltcup in Berlin gehört seit der Saison 1985/86 mit einigen Unterbrechungen zum Eisschnelllauf-Weltcup. Er wird von der Internationalen Eislaufunion (ISU) veranstaltet. Die beiden Austragungsstätten haben eine Bahnlänge von 400 m. Das Horst-Dohm-Eisstadion ist eine Freiluftbahn, das Sportforum Hohenschönhausen ist eine Hallenbahn, und beide besitzen eine Kunsteisbahn.

## Geschichte

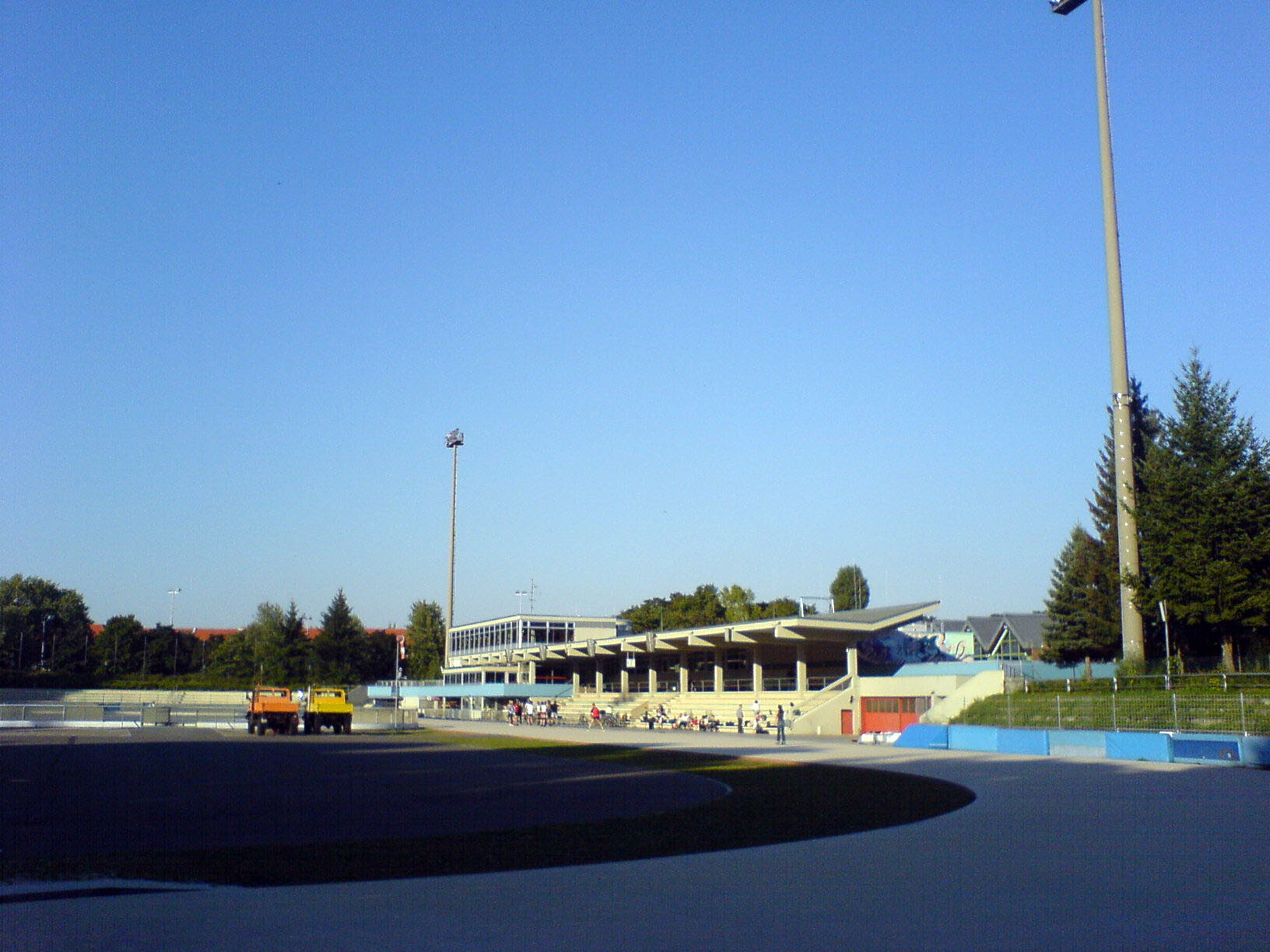
Horst-Dohm-Eisstadion

Der erste Weltcup in Berlin fand in der Saison 1985/86 im Horst-Dohm-Eisstadion statt, ein Jahr später wurde daneben noch eine zweite Weltcupveranstaltung im Sportforum Hohenschönhausen ausgetragen. Bis zur Wiedervereinigung 1990 gab es in Deutschland zwei nationale Verbände, einen in der Bundesrepublik Deutschland und einen in der DDR. Die beiden Hallen haben sich anfangs in der Organisation des Berliner Eisschnelllauf-Weltcups abgewechselt. Seit dem Winter 1990/91 ist das Sportforum Hohenschönhausen alleiniger Austragungsort. In der Saison 2004/05 fand zum ersten Mal ein Teamlauf als Demonstrationsrennen statt, 2011/12 bildeten die Wettbewerbe in Berlin das Weltcupfinale, wobei erstmals ein Wettkampf in Form eines Massenstarts ausgetragen wurde.

## Qualifikation und Quoten
Bei jedem Wettbewerb Disziplin gelten bestimmte Qualifikationszeiten. Jedes ISU-Mitglied kann einen Starter, der die Qualifikationszeit erreicht hat, benennen. Aber jedes ISU-Mitglied kann aus früheren Saison Ergebnissen mehr als einen Starter pro Wettbewerb Disziplin benennen und maximal dürfen bis fünf Starter starten.

## Ergebnisse

### Frauen
| Auflage | Saison  | Ort                                         | Disziplin                         | Sieger                                                              | Zweiter                                                                  | Dritter                                                                 |
| ------- | ------- | ------------------------------------------- | --------------------------------- | ------------------------------------------------------------------- | ------------------------------------------------------------------------ | ----------------------------------------------------------------------- |
| 01      | 1985/86 | Horst-Dohm-Eisstadion                       | 500 m                             | Christa Rothenburger                                                | Karin Kania-Enke                                                         | Edel Therese Høiseth                                                    |
| 01      | 1985/86 | Horst-Dohm-Eisstadion                       | 1000 m                            | Christa Rothenburger                                                | Karin Kania-Enke                                                         | Cornelia Dick                                                           |
| 01      | 1985/86 | Horst-Dohm-Eisstadion                       | 500 m                             | Christa Rothenburger                                                | Cornelia Dick                                                            | Edel Therese Høiseth                                                    |
| 01      | 1985/86 | Horst-Dohm-Eisstadion                       | 1000 m                            | Karin Kania-Enke                                                    | Christa Rothenburger                                                     | Cornelia Dick                                                           |
| 02      | 1986/87 | Horst-Dohm-Eisstadion                       | 500 m                             | Bonnie Blair                                                        | Karin Kania-Enke                                                         | Irina Kuleschowa-Kowrowa                                                |
| 02      | 1986/87 | Horst-Dohm-Eisstadion                       | 1000 m                            | Karin Kania-Enke                                                    | Bonnie Blair                                                             | Irina Kuleschowa-Kowrowa                                                |
| 02      | 1986/87 | Horst-Dohm-Eisstadion                       | 500 m                             | Bonnie Blair                                                        | Karin Kania-Enke                                                         | Norwegen                                                                |
| 02      | 1986/87 | Horst-Dohm-Eisstadion                       | 1000 m                            | Karin Kania-Enke                                                    | Bonnie Blair                                                             | Constanze Scandolo                                                      |
| 03      | 1986/87 | Sportforum Hohenschönhausen                 | 1500 m                            | Karin Kania-Enke                                                    | Andrea Ehrig-Mitscherlich                                                | Sabine Brehm                                                            |
| 03      | 1986/87 | Sportforum Hohenschönhausen                 | 3000 m                            | Karin Kania-Enke                                                    | Andrea Ehrig-Mitscherlich                                                | Yvonne van Gennip                                                       |
| 04      | 1987/88 | Sportforum Hohenschönhausen                 | 500 m                             | Christa Rothenburger                                                | Karin Kania-Enke                                                         | Angela Stahnke                                                          |
| 04      | 1987/88 | Sportforum Hohenschönhausen                 | 1000 m                            | Karin Kania-Enke                                                    | Christa Rothenburger                                                     | Angela Stahnke                                                          |
| 04      | 1987/88 | Sportforum Hohenschönhausen                 | 1500 m                            | Karin Kania-Enke                                                    | Constanze Scandolo                                                       | Gabi Zange                                                              |
| 04      | 1987/88 | Sportforum Hohenschönhausen                 | 3000 m                            | Karin Kania-Enke                                                    | Gunda Kleemann                                                           | Gabi Zange                                                              |
| 05      | 1988/89 | Sportforum Hohenschönhausen                 | 500 m                             | Angela Hauck                                                        | Christa Luding                                                           | Katrin Trautvetter                                                      |
| 05      | 1988/89 | Sportforum Hohenschönhausen                 | 1000 m                            | Angela Hauck                                                        | Gunda Kleemann                                                           | Constanze Moser                                                         |
| 05      | 1988/89 | Sportforum Hohenschönhausen                 | 1500 m                            | Gunda Kleemann                                                      | Jacqueline Börner                                                        | Heike Pöhland                                                           |
| 05      | 1988/89 | Sportforum Hohenschönhausen                 | 3000 m                            | Gunda Kleemann                                                      | Heike Schalling                                                          | Constanze Moser                                                         |
| 06      | 1989/90 | Sportforum Hohenschönhausen                 | 500 m                             | Angela Hauck                                                        | Christine Aaftink                                                        | Seiko Hashimoto                                                         |
| 06      | 1989/90 | Sportforum Hohenschönhausen                 | 1000 m                            | Angela Hauck                                                        | Seiko Hashimoto                                                          | Christine Aaftink                                                       |
| 06      | 1989/90 | Sportforum Hohenschönhausen                 | 1500 m                            | Gunda Kleemann                                                      | Jacqueline Börner                                                        | Constanze Moser                                                         |
| 06      | 1989/90 | Sportforum Hohenschönhausen                 | 3000 m                            | Gunda Kleemann                                                      | Heike Schalling                                                          | Constanze Moser                                                         |
| 07      | 1990/91 | Sportforum Hohenschönhausen                 | 500 m                             | Kyoko Shimazaki                                                     | Angela Hauck                                                             | Monique Garbrecht                                                       |
| 07      | 1990/91 | Sportforum Hohenschönhausen                 | 1000 m                            | Gunda Kleemann                                                      | Monique Garbrecht                                                        | Angela Hauck                                                            |
| 07      | 1990/91 | Sportforum Hohenschönhausen                 | 1500 m                            | Gunda Kleemann                                                      | Yvonne van Gennip                                                        | Ulrike Adeberg                                                          |
| 07      | 1990/91 | Sportforum Hohenschönhausen                 | 3000 m                            | Gunda Kleemann                                                      | Heike Warnicke                                                           | Swetlana Schurowa-Boiko                                                 |
| 08      | 1991/92 | Sportforum Hohenschönhausen                 | 500 m                             | Bonnie Blair                                                        | Ye Qiaobo                                                                | Christine Aaftink                                                       |
| 08      | 1991/92 | Sportforum Hohenschönhausen                 | 1000 m                            | Bonnie Blair                                                        | Monique Garbrecht                                                        | Anke Baier                                                              |
| 08      | 1991/92 | Sportforum Hohenschönhausen                 | 1500 m                            | Gunda Niemann                                                       | Emese Hunyady                                                            | Jacqueline Börner                                                       |
| 08      | 1991/92 | Sportforum Hohenschönhausen                 | 3000 m                            | Gunda Niemann                                                       | Lia van Schie                                                            | Carla Zijlstra                                                          |
| 09      | 1992/93 | Sportforum Hohenschönhausen                 | 1500 m                            | Gunda Niemann                                                       | Emese Hunyady                                                            | Heike Warnicke                                                          |
| 09      | 1992/93 | Sportforum Hohenschönhausen                 | 3000 m                            | Gunda Niemann                                                       | Heike Warnicke                                                           | Emese Hunyady                                                           |
| 09      | 1992/93 | Sportforum Hohenschönhausen                 | 5000 m                            | Gunda Niemann                                                       | Heike Warnicke                                                           | Carla Zijlstra                                                          |
| 10      | 1993/94 | Sportforum Hohenschönhausen                 | 500 m                             | Bonnie Blair                                                        | Yoo Seon-hee                                                             | Monique Garbrecht                                                       |
| 10      | 1993/94 | Sportforum Hohenschönhausen                 | 1000 m                            | Bonnie Blair                                                        | Japan                                                                    | Monique Garbrecht                                                       |
| 10      | 1993/94 | Sportforum Hohenschönhausen                 | 1500 m                            | Gunda Niemann                                                       | Emese Hunyady                                                            | Swetlana Fedotkina                                                      |
| 10      | 1993/94 | Sportforum Hohenschönhausen                 | 3000 m                            | Gunda Niemann                                                       | Swetlana Baschanowa                                                      | Carla Zijlstra                                                          |
| 11      | 1994/95 | Sportforum Hohenschönhausen                 | 1500 m                            | Gunda Niemann                                                       | Mie Uehara                                                               | Emese Hunyady                                                           |
| 11      | 1994/95 | Sportforum Hohenschönhausen                 | 3000 m                            | Gunda Niemann                                                       | Carla Zijlstra                                                           | Emese Hunyady                                                           |
| 12      | 1995/96 | Sportforum Hohenschönhausen                 | 500 m                             | Swetlana Schurowa                                                   | Catriona LeMay                                                           | Franziska Schenk                                                        |
| 12      | 1995/96 | Sportforum Hohenschönhausen                 | 1000 m                            | Chris Witty                                                         | Franziska Schenk                                                         | Shiho Kusunose                                                          |
| 12      | 1995/96 | Sportforum Hohenschönhausen                 | 1500 m                            | Gunda Niemann                                                       | Mie Uehara                                                               | Annamarie Thomas                                                        |
| 12      | 1995/96 | Sportforum Hohenschönhausen                 | 3000 m                            | Gunda Niemann                                                       | Claudia Pechstein                                                        | Mie Uehara                                                              |
| 13      | 1996/97 | Sportforum Hohenschönhausen                 | 1500 m                            | Gunda Niemann                                                       | Tonny de Jong                                                            | Kirstin Holum                                                           |
| 13      | 1996/97 | Sportforum Hohenschönhausen                 | 3000 m                            | Tonny de Jong                                                       | Carla Zijlstra                                                           | Gunda Niemann                                                           |
| 14      | 1997/98 | Sportforum Hohenschönhausen                 | 1500 m                            | Gunda Niemann-Stirnemann                                            | Claudia Pechstein                                                        | Emese Hunyady                                                           |
| 14      | 1997/98 | Sportforum Hohenschönhausen                 | 3000 m                            | Claudia Pechstein                                                   | Gunda Niemann-Stirnemann                                                 | Heike Warnicke                                                          |
| 15      | 1998/99 | Sportforum Hohenschönhausen                 | 500 m                             | Catriona LeMay Doan                                                 | Tomomi Okazaki                                                           | Monique Garbrecht                                                       |
| 15      | 1998/99 | Sportforum Hohenschönhausen                 | 1000 m                            | Marianne Timmer                                                     | Chris Witty                                                              | Monique Garbrecht                                                       |
| 15      | 1998/99 | Sportforum Hohenschönhausen                 | 1500 m                            | Gunda Niemann-Stirnemann                                            | Claudia Pechstein                                                        | Annamarie Thomas                                                        |
| 15      | 1998/99 | Sportforum Hohenschönhausen                 | 3000 m                            | Gunda Niemann-Stirnemann                                            | Claudia Pechstein                                                        | Nami Nemoto                                                             |
| 16      | 1999/00 | Sportforum Hohenschönhausen                 | 500 m                             | Eriko Sanmiya                                                       | Monique Garbrecht                                                        | Catriona LeMay-Doan                                                     |
| 16      | 1999/00 | Sportforum Hohenschönhausen                 | 1000 m                            | Monique Garbrecht                                                   | Eriko Sanmiya                                                            | Sabine Völker                                                           |
| 16      | 1999/00 | Sportforum Hohenschönhausen                 | 500 m                             | Monique Garbrecht                                                   | Eriko Sanmiya                                                            | Sabine Völker                                                           |
| 16      | 1999/00 | Sportforum Hohenschönhausen                 | 1000 m                            | Eriko Sanmiya                                                       | Monique Garbrecht                                                        | Edel Therese Høiseth                                                    |
| 17      | 2000/01 | Sportforum Hohenschönhausen                 | 1500 m                            | Anni Friesinger                                                     | Gunda Niemann-Stirnemann                                                 | Renate Groenewold                                                       |
| 17      | 2000/01 | Sportforum Hohenschönhausen                 | 3000 m                            | Gunda Niemann-Stirnemann                                            | Anni Friesinger                                                          | Renate Groenewold                                                       |
| 18      | 2001/02 | Sportforum Hohenschönhausen                 | 1500 m                            | Anni Friesinger                                                     | Jennifer Rodriguez                                                       | Sabine Völker                                                           |
| 18      | 2001/02 | Sportforum Hohenschönhausen                 | 3000 m                            | Anni Friesinger                                                     | Claudia Pechstein                                                        | Maki Tabata                                                             |
| 19      | 2004/05 | Sportforum Hohenschönhausen                 | Demonstrations- rennen – Teamlauf | Kanada I                                                            | Japan                                                                    | Vereinigte Staaten                                                      |
| 19      | 2004/05 | Sportforum Hohenschönhausen                 | 1500 m                            | Cindy Klassen                                                       | Anni Friesinger                                                          | Jennifer Rodriguez                                                      |
| 19      | 2004/05 | Sportforum Hohenschönhausen                 | 3000 m                            | Clara Hughes                                                        | Renate Groenewold                                                        | Anni Friesinger                                                         |
| 20      | 2006/07 | Sportforum Hohenschönhausen                 | 500 m                             | Jenny Wolf                                                          | Lee Sang-hwa                                                             | Wang Beixing                                                            |
| 20      | 2006/07 | Sportforum Hohenschönhausen                 | 1500 m                            | Anni Friesinger                                                     | Ireen Wüst                                                               | Christine Nesbitt                                                       |
| 20      | 2006/07 | Sportforum Hohenschönhausen                 | 500 m                             | Jenny Wolf                                                          | Lee Sang-hwa                                                             | Wang Beixing                                                            |
| 20      | 2006/07 | Sportforum Hohenschönhausen                 | 1500 m                            | Renate Groenewold                                                   | Ireen Wüst                                                               | Christine Nesbitt                                                       |
| 20      | 2006/07 | Sportforum Hohenschönhausen                 | 1000 m                            | Anni Friesinger                                                     | Ireen Wüst                                                               | Christine Nesbitt                                                       |
| 20      | 2006/07 | Sportforum Hohenschönhausen                 | Team                              | NiederlandeRenate Groenewold Paulien van Deutekom Ireen Wüst        | KanadaKristina Groves Shannon Rempel Christine Nesbitt                   | DeutschlandClaudia Pechstein Daniela Anschütz-Thoms Lucille Opitz       |
| 21      | 2008/09 | Sportforum Hohenschönhausen                 | 500 m                             | Jenny Wolf                                                          | Wang Beixing                                                             | Lee Sang-Hwa                                                            |
| 21      | 2008/09 | Sportforum Hohenschönhausen                 | 1500 m                            | Kristina Groves                                                     | Brittany Schussler                                                       | Shannon Rempel                                                          |
| 21      | 2008/09 | Sportforum Hohenschönhausen                 | 500 m                             | Wang Beixing                                                        | Jenny Wolf                                                               | Lee Sang-hwa                                                            |
| 21      | 2008/09 | Sportforum Hohenschönhausen                 | 3000 m                            | Martina Sáblíková                                                   | Daniela Anschütz-Thoms                                                   | Masako Hozumi                                                           |
| 21      | 2008/09 | Sportforum Hohenschönhausen                 | 1000 m                            | Christine Nesbitt                                                   | Shannon Rempel                                                           | Laurine van Riessen                                                     |
| 21      | 2008/09 | Sportforum Hohenschönhausen                 | Team                              | NiederlandeRenate Groenewold Ireen Wüst Diane Valkenburg            | DeutschlandClaudia Pechstein Daniela Anschütz-Thoms Lucille Opitz        | Vereinigte StaatenNancy Swider-Peltz Jr. Catherine Raney Mia Manganello |
| 22      | 2009/10 | Sportforum Hohenschönhausen                 | 3000 m                            | Martina Sáblíková                                                   | Masako Hozumi                                                            | Stephanie Beckert                                                       |
| 22      | 2009/10 | Sportforum Hohenschönhausen                 | 500 m                             | Beixing Wang                                                        | Jenny Wolf                                                               | Nao Kodaira                                                             |
| 22      | 2009/10 | Sportforum Hohenschönhausen                 | 1000 m                            | Christine Nesbitt                                                   | Nao Kodaira                                                              | Marianne Timmer                                                         |
| 22      | 2009/10 | Sportforum Hohenschönhausen                 | 500 m                             | Jenny Wolf                                                          | Beixing Wang                                                             | Annette Gerritsen                                                       |
| 22      | 2009/10 | Sportforum Hohenschönhausen                 | 1500 m                            | Christine Nesbitt                                                   | Martina Sáblíková                                                        | Brittany Schussler                                                      |
| 23      | 2010/11 | Sportforum Hohenschönhausen                 | 500 m                             | Jenny Wolf                                                          | Lee Sang-hwa                                                             | Margot Boer                                                             |
| 23      | 2010/11 | Sportforum Hohenschönhausen                 | 1500 m                            | Christine Nesbitt                                                   | Ida Njåtun                                                               | Ireen Wüst                                                              |
| 23      | 2010/11 | Sportforum Hohenschönhausen                 | 500 m                             | Jenny Wolf                                                          | Margot Boer                                                              | Lee Sang-hwa                                                            |
| 23      | 2010/11 | Sportforum Hohenschönhausen                 | 3000 m                            | Jilleanne Rookard                                                   | Martina Sáblíková                                                        | Stephanie Beckert                                                       |
| 23      | 2010/11 | Sportforum Hohenschönhausen                 | 1000 m                            | Christine Nesbitt                                                   | Heather Richardson                                                       | Margot Boer                                                             |
| 23      | 2010/11 | Sportforum Hohenschönhausen                 | Team                              | DeutschlandIsabell Ost Jennifer Bay Stephanie Beckert               | NiederlandeIreen Wüst Jorien Voorhuis Marije Joling                      | NorwegenIda Njåtun Hege Bøkko Mari Hemmer                               |
| 24      | 2011/12 | Sportforum Hohenschönhausen (Weltcupfinale) | 500 m                             | Yu Jing                                                             | Lee Sang-hwa                                                             | Jenny Wolf                                                              |
| 24      | 2011/12 | Sportforum Hohenschönhausen (Weltcupfinale) | 3000 m                            | Martina Sáblíková                                                   | Stephanie Beckert                                                        | Claudia Pechstein                                                       |
| 24      | 2011/12 | Sportforum Hohenschönhausen (Weltcupfinale) | 500 m                             | Yu Jing                                                             | Lee Sang-hwa                                                             | Christine Nesbitt                                                       |
| 24      | 2011/12 | Sportforum Hohenschönhausen (Weltcupfinale) | 1500 m                            | Christine Nesbitt                                                   | Marrit Leenstra                                                          | Martina Sáblíková                                                       |
| 24      | 2011/12 | Sportforum Hohenschönhausen (Weltcupfinale) | 1000 m                            | Christine Nesbitt                                                   | Heather Richardson                                                       | Zhang Hong                                                              |
| 24      | 2011/12 | Sportforum Hohenschönhausen (Weltcupfinale) | Team                              | KanadaCindy Klassen Christine Nesbitt Brittany Schussler            | SüdkoreaKim Bo-reum No Seon-yeong Lee Ju-yeon                            | RusslandJekaterina Lobyschewa Jekaterina Schichowa Julija Skokowa       |
| 24      | 2011/12 | Sportforum Hohenschönhausen (Weltcupfinale) | Massenstart                       | Claudia Pechstein                                                   | Mariska Huisman                                                          | Anna Rokita                                                             |
| 25      | 2013/14 | Sportforum Hohenschönhausen                 | 500 m                             | Lee Sang-hwa                                                        | Olga Fatkulina                                                           | Wang Beixing                                                            |
| 25      | 2013/14 | Sportforum Hohenschönhausen                 | 3000 m                            | Martina Sáblíková                                                   | Claudia Pechstein                                                        | Ireen Wüst                                                              |
| 25      | 2013/14 | Sportforum Hohenschönhausen                 | 500 m                             | Olga Fatkulina                                                      | Wang Beixing                                                             | Heather Richardson                                                      |
| 25      | 2013/14 | Sportforum Hohenschönhausen                 | 1500 m                            | Ireen Wüst                                                          | Katarzyna Bachleda-Curuś                                                 | Lotte van Beek                                                          |
| 25      | 2013/14 | Sportforum Hohenschönhausen                 | 1000 m                            | Heather Richardson                                                  | Brittany Bowe                                                            | Olga Fatkulina                                                          |
| 25      | 2013/14 | Sportforum Hohenschönhausen                 | Team                              | NiederlandeIreen Wüst Jorien ter Mors Marrit Leenstra               | PolenKatarzyna Bachleda-Curuś Luiza Złotkowska Natalia Czerwonka         | SüdkoreaNo Seon-yeong Kim Bo-reum Yang Shin-young                       |
| 26      | 2014/15 | Sportforum Hohenschönhausen                 | 500 m                             | Lee Sang-hwa                                                        | Heather Richardson                                                       | Margot Boer                                                             |
| 26      | 2014/15 | Sportforum Hohenschönhausen                 | 3000 m                            | Ireen Wüst                                                          | Marije Joling                                                            | Martina Sáblíková                                                       |
| 26      | 2014/15 | Sportforum Hohenschönhausen                 | 1000 m                            | Brittany Bowe                                                       | Heather Richardson                                                       | Li Qishi                                                                |
| 26      | 2014/15 | Sportforum Hohenschönhausen                 | Teamverfolgung                    | NiederlandeIreen Wüst Marrit Leenstra Marije Joling Jorien Voorhuis | PolenLuiza Złotkowska Katarzyna Woźniak Aleksandra Goss Angelika Fudalej | JapanNana Takagi Maki Tabata Ayaka Kikuchi Misaki Oshigiri              |
| 26      | 2014/15 | Sportforum Hohenschönhausen                 | 500 m                             | Lee Sang-hwa                                                        | Heather Richardson                                                       | Nao Kodaira                                                             |
| 26      | 2014/15 | Sportforum Hohenschönhausen                 | 1500 m                            | Ireen Wüst                                                          | Heather Richardson                                                       | Marrit Leenstra                                                         |
| 26      | 2014/15 | Sportforum Hohenschönhausen                 | Massenstart                       | Irene Schouten                                                      | Ivanie Blondin                                                           | Jun Ye Jin                                                              |
| 27      | 2016/17 | Sportforum Hohenschönhausen                 |                                   |                                                                     |                                                                          |                                                                         |
| 27      | 2016/17 | Sportforum Hohenschönhausen                 | 500 m                             | Nao Kodaira                                                         | Karolína Erbanová                                                        | Olga Fatkulina                                                          |
| 27      | 2016/17 | Sportforum Hohenschönhausen                 | 1000 m                            | Heather Bergsma                                                     | Nao Kodaira                                                              | Jorien ter Mors                                                         |
| 27      | 2016/17 | Sportforum Hohenschönhausen                 | 500 m                             | Nao Kodaira                                                         | Karolína Erbanová                                                        | Heather Bergsma                                                         |
| 27      | 2016/17 | Sportforum Hohenschönhausen                 | 1500 m                            | Ireen Wüst                                                          | Marrit Leenstra                                                          | Martina Sáblíková                                                       |
| 27      | 2016/17 | Sportforum Hohenschönhausen                 | 1000 m                            | Heather Bergsma                                                     | Marrit Leenstra                                                          | Karolína Erbanová                                                       |
| 27      | 2016/17 | Sportforum Hohenschönhausen                 | 3000 m                            | Ireen Wüst                                                          | Martina Sáblíková                                                        | Anna Jurakowa                                                           |

### Männer
| Auflage | Saison  | Ort                                         | Disziplin                         | Sieger                                                                | Zweiter                                                         | Dritter                                                                  |
| ------- | ------- | ------------------------------------------- | --------------------------------- | --------------------------------------------------------------------- | --------------------------------------------------------------- | ------------------------------------------------------------------------ |
| 01      | 1985/86 | Horst-Dohm-Eisstadion                       | 500 m                             | Uwe-Jens Mey                                                          | Igor Schelesowski                                               | Akira Kuroiwa                                                            |
| 01      | 1985/86 | Horst-Dohm-Eisstadion                       | 1000 m                            | Igor Schelesowski                                                     | Andrei Bachwalow                                                | Gaétan Boucher                                                           |
| 01      | 1985/86 | Horst-Dohm-Eisstadion                       | 500 m                             | Sergei Fokitschew                                                     | Boris Repnin                                                    | Uwe-Jens Mey                                                             |
| 01      | 1985/86 | Horst-Dohm-Eisstadion                       | 1000 m                            | Igor Schelesowski                                                     | Boris Repnin                                                    | Andrei Bachwalow                                                         |
| 02      | 1986/87 | Horst-Dohm-Eisstadion                       | 500 m                             | Igor Schelesowski                                                     | Akira Kuroiwa                                                   | Dan Jansen                                                               |
| 02      | 1986/87 | Horst-Dohm-Eisstadion                       | 1000 m                            | Igor Schelesowski                                                     | Wytalyj Makowezkyj                                              | Konstantin Kudrjawzew Nick Thometz                                       |
| 02      | 1986/87 | Horst-Dohm-Eisstadion                       | 500 m                             | Igor Schelesowski                                                     | Dan Jansen Uwe-Jens Mey                                         |                                                                          |
| 02      | 1986/87 | Horst-Dohm-Eisstadion                       | 1000 m                            | Igor Schelesowski                                                     | Dan Jansen                                                      | Uwe-Jens Mey                                                             |
| 03      | 1986/87 | Sportforum Hohenschönhausen                 | 1500 m                            | Peter Adeberg                                                         | Michael Hadschieff                                              | Dave Silk                                                                |
| 03      | 1986/87 | Sportforum Hohenschönhausen                 | 5000 m                            | Michael Hadschieff                                                    | Leo Visser                                                      | Geir Karlstad                                                            |
| 04      | 1988/89 | Horst-Dohm-Eisstadion                       | 500 m                             | Uwe-Jens Mey                                                          | Andrei Bachwalow                                                | Bae Ki-tae                                                               |
| 04      | 1988/89 | Horst-Dohm-Eisstadion                       | 1000 m                            | Uwe-Jens Mey                                                          | Bae Ki-tae                                                      | Igor Schelesowski                                                        |
| 04      | 1988/89 | Horst-Dohm-Eisstadion                       | 1500 m                            | Igor Schelesowski                                                     | Michael Spielmann                                               | Eric Flaim                                                               |
| 04      | 1988/89 | Horst-Dohm-Eisstadion                       | 5000 m                            | Eric Flaim                                                            | Michael Spielmann                                               | Tomas Gustafson                                                          |
| 04      | 1988/89 | Horst-Dohm-Eisstadion                       | 500 m                             | Uwe-Jens Mey                                                          | Bae Ki-tae                                                      | Andrei Bachwalow                                                         |
| 05      | 1989/90 | Horst-Dohm-Eisstadion                       | 500 m                             | Uwe-Jens Mey                                                          | Satoru Kuroiwa                                                  | Yasushi Kuroiwa                                                          |
| 05      | 1989/90 | Horst-Dohm-Eisstadion                       | 1000 m                            | Igor Schelesowski                                                     | Uwe-Jens Mey                                                    | Bae Ki-tae                                                               |
| 05      | 1989/90 | Horst-Dohm-Eisstadion                       | 1500 m                            | Peter Adeberg                                                         | Jurij Sjulga                                                    | Ildar Garajev                                                            |
| 05      | 1989/90 | Horst-Dohm-Eisstadion                       | 5000 m                            | Ben van der Burg                                                      | Markus Tröger                                                   | Jaromir Radke                                                            |
| 06      | 1991/92 | Sportforum Hohenschönhausen                 | 1000 m                            | Igor Schelesowski                                                     | Toshiyuki Kuroiwa                                               | Peter Adeberg                                                            |
| 06      | 1991/92 | Sportforum Hohenschönhausen                 | 1500 m                            | Falko Zandstra                                                        | Johann Olav Koss                                                | Peter Adeberg                                                            |
| 06      | 1991/92 | Sportforum Hohenschönhausen                 | 5000 m                            | Johann Olav Koss                                                      | Geir Karlstad                                                   | Bart Veldkamp                                                            |
| 06      | 1991/92 | Sportforum Hohenschönhausen                 | 500 m                             | Uwe-Jens Mey                                                          | Dan Jansen                                                      | Igor Schelesowski                                                        |
| 06      | 1991/92 | Sportforum Hohenschönhausen                 | 500 m                             | Dan Jansen Uwe-Jens Mey                                               |                                                                 | Toshiyuki Kuroiwa                                                        |
| 07      | 1992/93 | Sportforum Hohenschönhausen                 | 1500 m                            | Falko Zandstra                                                        | Rintje Ritsma                                                   | Roberto Sighel                                                           |
| 07      | 1992/93 | Sportforum Hohenschönhausen                 | 5000 m                            | Bart Veldkamp                                                         | Falko Zandstra                                                  | Rintje Ritsma                                                            |
| 08      | 1993/94 | Sportforum Hohenschönhausen                 | 1000 m                            | Dan Jansen                                                            | Igor Schelesowski                                               | Peter Adeberg                                                            |
| 08      | 1993/94 | Sportforum Hohenschönhausen                 | 1500 m                            | Ådne Søndrål                                                          | Falko Zandstra                                                  | Arjan Schreuder                                                          |
| 08      | 1993/94 | Sportforum Hohenschönhausen                 | 5000 m                            | Rintje Ritsma                                                         | Johann Olav Koss                                                | Falko Zandstra                                                           |
| 08      | 1993/94 | Sportforum Hohenschönhausen                 | 500 m                             | Hiroyasu Shimizu                                                      | Dan Jansen                                                      | Manabu Horii                                                             |
| 08      | 1993/94 | Sportforum Hohenschönhausen                 | 500 m                             | Dan Jansen                                                            | Hiroyasu Shimizu                                                | Alexander Golubew                                                        |
| 09      | 1994/95 | Sportforum Hohenschönhausen                 | 1500 m                            | Neal Marshall                                                         | Ådne Søndrål                                                    | Martin Hersman                                                           |
| 09      | 1994/95 | Sportforum Hohenschönhausen                 | 5000 m                            | Rintje Ritsma                                                         | Keiji Shirahata                                                 | Vadim Sajutin                                                            |
| 10      | 1995/96 | Sportforum Hohenschönhausen                 | 1500 m                            | Martin Hersman                                                        | Ådne Søndrål                                                    | Hiroyuki Noake                                                           |
| 10      | 1995/96 | Sportforum Hohenschönhausen                 | 5000 m                            | Rintje Ritsma                                                         | Gianni Romme                                                    | Keiji Shirahata                                                          |
| 11      | 1996/97 | Sportforum Hohenschönhausen                 | 1500 m                            | Ids Postma                                                            | Neal Marshall                                                   | Rintje Ritsma                                                            |
| 11      | 1996/97 | Sportforum Hohenschönhausen                 | 5000 m                            | Gianni Romme                                                          | Rintje Ritsma                                                   | Kjell Storelid                                                           |
| 12      | 1997/98 | Sportforum Hohenschönhausen                 | 1500 m                            | Ids Postma                                                            | Martin Hersman                                                  | Hiroyuki Noake                                                           |
| 12      | 1997/98 | Sportforum Hohenschönhausen                 | 5000 m                            | Gianni Romme                                                          | Remi Andre Hereide                                              | Bob de Jong                                                              |
| 13      | 1998/99 | Sportforum Hohenschönhausen                 | 500 m                             | Jeremy Wotherspoon                                                    | Yukinori Miyabe                                                 | Mike Ireland                                                             |
| 13      | 1998/99 | Sportforum Hohenschönhausen                 | 1000 m                            | Jakko Jan Leeuwangh                                                   | Yukinori Miyabe                                                 | Jeremy Wotherspoon                                                       |
| 13      | 1998/99 | Sportforum Hohenschönhausen                 | 1500 m                            | Ådne Søndrål                                                          | Ids Postma                                                      | Hiroyuki Noake                                                           |
| 13      | 1998/99 | Sportforum Hohenschönhausen                 | 5000 m                            | Ids Postma                                                            | Bart Veldkamp                                                   | René Taubenrauch                                                         |
| 14      | 1999/00 | Sportforum Hohenschönhausen                 | 500 m                             | Hiroyasu Shimizu                                                      | Jeremy Wotherspoon                                              | Junichi Inoue                                                            |
| 14      | 1999/00 | Sportforum Hohenschönhausen                 | 1000 m                            | Jan Bos                                                               | Jakko Jan Leeuwangh                                             | Jeremy Wotherspoon                                                       |
| 14      | 1999/00 | Sportforum Hohenschönhausen                 | 500 m                             | Jeremy Wotherspoon                                                    | Hiroyasu Shimizu                                                | Lee Kyu-hyeok                                                            |
| 14      | 1999/00 | Sportforum Hohenschönhausen                 | 1000 m                            | Jakko Jan Leeuwangh                                                   | Jeremy Wotherspoon                                              | Choi Jae-bong                                                            |
| 15      | 2000/01 | Sportforum Hohenschönhausen                 | 1500 m                            | Rintje Ritsma                                                         | Hiroyuki Noake                                                  | Alexander Kibalko                                                        |
| 15      | 2000/01 | Sportforum Hohenschönhausen                 | 5000 m                            | Gianni Romme                                                          | Rintje Ritsma                                                   | Carl Verheijen                                                           |
| 16      | 2001/02 | Sportforum Hohenschönhausen                 | 1500 m                            | Jakko Jan Leeuwangh Petter Andersen                                   |                                                                 | Erben Wennemars                                                          |
| 16      | 2001/02 | Sportforum Hohenschönhausen                 | 5000 m                            | Gianni Romme                                                          | Bob de Jong                                                     | Rintje Ritsma                                                            |
| 17      | 2004/05 | Sportforum Hohenschönhausen                 | Demonstrations- rennen – Teamlauf | Niederlande I                                                         | Deutschland I                                                   | Italien                                                                  |
| 17      | 2004/05 | Sportforum Hohenschönhausen                 | 5000 m                            | Gianni Romme                                                          | Øystein Grødum                                                  | Carl Verheijen                                                           |
| 17      | 2004/05 | Sportforum Hohenschönhausen                 | 1500 m                            | Enrico Fabris                                                         | Mark Tuitert                                                    | Erben Wennemars                                                          |
| 18      | 2006/07 | Sportforum Hohenschönhausen                 | 500 m                             | Lee Kyu-hyeok                                                         | Lee Kang-seok                                                   | Tucker Fredricks                                                         |
| 18      | 2006/07 | Sportforum Hohenschönhausen                 | 5000 m                            | Sven Kramer                                                           | Carl Verheijen                                                  | Eskil Ervik                                                              |
| 18      | 2006/07 | Sportforum Hohenschönhausen                 | 500 m                             | Pekka Koskela                                                         | Lee Kang-seok                                                   | Lee Kyu-hyeok                                                            |
| 18      | 2006/07 | Sportforum Hohenschönhausen                 | 1500 m                            | Enrico Fabris                                                         | Erben Wennemars                                                 | Shani Davis                                                              |
| 18      | 2006/07 | Sportforum Hohenschönhausen                 | 1000 m                            | Erben Wennemars                                                       | Mun Jun                                                         | Lee Kyu-hyeok                                                            |
| 19      | 2008/09 | Sportforum Hohenschönhausen                 | 500 m                             | Keiichiro Nagashima                                                   | Pekka Koskela                                                   | Lee Kyu-hyeok                                                            |
| 19      | 2008/09 | Sportforum Hohenschönhausen                 | 5000 m                            | Sven Kramer                                                           | Håvard Bøkko                                                    | Carl Verheijen                                                           |
| 19      | 2008/09 | Sportforum Hohenschönhausen                 | 500 m                             | Jōji Katō                                                             | Yu Fengtong                                                     | Mika Poutala                                                             |
| 19      | 2008/09 | Sportforum Hohenschönhausen                 | 1500 m                            | Sven Kramer                                                           | Erben Wennemars                                                 | Simon Kuipers                                                            |
| 19      | 2008/09 | Sportforum Hohenschönhausen                 | 1000 m                            | Stefan Groothuis                                                      | Shani Davis                                                     | Simon Kuipers                                                            |
| 19      | 2008/09 | Sportforum Hohenschönhausen                 | Team                              | KanadaDenny Morrison Lucas Makowsky Steven Elm                        | DeutschlandJörg Dallmann Robert Lehmann Marco Weber             | JapanTeruhiro Sugimori Hiroki Hirako Shigeyuki Dejima                    |
| 20      | 2009/10 | Sportforum Hohenschönhausen                 | 500 m                             | Kang-Seok Lee                                                         | Kyu-hyeok Lee                                                   | Keiichirō Nagashima                                                      |
| 20      | 2009/10 | Sportforum Hohenschönhausen                 | 1000 m                            | Shani Davis                                                           | Jewgeni Lalenkow                                                | Mun Jun                                                                  |
| 20      | 2009/10 | Sportforum Hohenschönhausen                 | 5000 m                            | Sven Kramer                                                           | Håvard Bøkko                                                    | Bob de Jong                                                              |
| 20      | 2009/10 | Sportforum Hohenschönhausen                 | 500 m                             | Tucker Fredricks                                                      | Kang-Seok Lee                                                   | Kyu-hyeok Lee                                                            |
| 20      | 2009/10 | Sportforum Hohenschönhausen                 | 1500 m                            | Shani Davis                                                           | Håvard Bøkko                                                    | Denny Morrison                                                           |
| 21      | 2010/11 | Sportforum Hohenschönhausen                 | 500 m                             | Jōji Katō                                                             | Jan Smeekens                                                    | Kang-Seok Lee                                                            |
| 21      | 2010/11 | Sportforum Hohenschönhausen                 | 5000 m                            | Seung-Hoon Lee                                                        | Jonathan Kuck                                                   | Håvard Bøkko                                                             |
| 21      | 2010/11 | Sportforum Hohenschönhausen                 | 500 m                             | Pekka Koskela                                                         | Tucker Fredricks                                                | Kang-Seok Lee                                                            |
| 21      | 2010/11 | Sportforum Hohenschönhausen                 | 1500 m                            | Håvard Bøkko                                                          | Trevor Marsicano                                                | Stefan Groothuis                                                         |
| 21      | 2010/11 | Sportforum Hohenschönhausen                 | 1000 m                            | Shani Davis                                                           | Kyu-hyeok Lee                                                   | Simon Kuipers                                                            |
| 22      | 2011/12 | Sportforum Hohenschönhausen (Weltcupfinale) | 500 m                             | Jamie Gregg                                                           | Pekka Koskela                                                   | Mo Tae-bum                                                               |
| 22      | 2011/12 | Sportforum Hohenschönhausen (Weltcupfinale) | 3000 m                            | Håvard Bøkko                                                          | Kjeld Nuis                                                      | Koen Verweij                                                             |
| 22      | 2011/12 | Sportforum Hohenschönhausen (Weltcupfinale) | 500 m                             | Michel Mulder                                                         | Mo Tae-bum                                                      | Jan Smeekens                                                             |
| 22      | 2011/12 | Sportforum Hohenschönhausen (Weltcupfinale) | 5000 m                            | Sven Kramer                                                           | Bob de Jong                                                     | Jonathan Kuck                                                            |
| 22      | 2011/12 | Sportforum Hohenschönhausen (Weltcupfinale) | 1000 m                            | Shani Davis                                                           | Kjeld Nuis                                                      | Mo Tae-bum                                                               |
| 22      | 2011/12 | Sportforum Hohenschönhausen (Weltcupfinale) | Team                              | NiederlandeKoen Verweij Jan Blokhuijsen Douwe de Vries                | SüdkoreaLee Seung-hoon Joo Hyeong-joon Ko Byung-wook            | Vereinigte StaatenShani Davis Brian Hansen Jonathan Kuck                 |
| 22      | 2011/12 | Sportforum Hohenschönhausen (Weltcupfinale) | Massenstart                       | Jorrit Bergsma                                                        | Alexis Contin                                                   | Arjan Stroetinga                                                         |
| 23      | 2013/14 | Sportforum Hohenschönhausen                 | 500 m                             | Michel Mulder                                                         | Tae-Beom Mo                                                     | Keiichiro Nagashima                                                      |
| 23      | 2013/14 | Sportforum Hohenschönhausen                 | 1500 m                            | Joey Mantia                                                           | Zbigniew Bródka                                                 | Denis Juskow                                                             |
| 23      | 2013/14 | Sportforum Hohenschönhausen                 | 1000 m                            | Tae-Beom Mo                                                           | Michel Mulder                                                   | Shani Davis                                                              |
| 23      | 2013/14 | Sportforum Hohenschönhausen                 | Team                              | NiederlandeDouwe de Vries Jan Blokhuijsen Jorrit Bergsma              | SüdkoreaCheol-Min Kim Lee Seung-hoon Joo Hyeong-joon            | PolenZbigniew Bródka Konrad Niedźwiedzki Jan Szymański                   |
| 23      | 2013/14 | Sportforum Hohenschönhausen                 | 500 m                             | Tae-Beom Mo                                                           | Jōji Katō                                                       | Michel Mulder                                                            |
| 23      | 2013/14 | Sportforum Hohenschönhausen                 | 5000 m                            | Jorrit Bergsma                                                        | Jan Blokhuijsen                                                 | Lee Seung-hoon                                                           |
| 24      | 2014/15 | Sportforum Hohenschönhausen                 | 500 m                             | Artur Waś                                                             | Laurent Dubreuil                                                | Michel Mulder                                                            |
| 24      | 2014/15 | Sportforum Hohenschönhausen                 | Teamverfolgung                    | PolenZbigniew Bródka Jan Szymański Konrad Niedźwiedzki Roland Cieślak | SüdkoreaLee Seung-hoon Kim Cheol-min Ko Byung-wook Kim Min-Seok | NiederlandeDouwe de Vries Arjan Stroetinga Frank Vreugdenhil Bob de Jong |
| 24      | 2014/15 | Sportforum Hohenschönhausen                 | 1000 m                            | Nico Ihle                                                             | Samuel Schwarz                                                  | Hein Otterspeer                                                          |
| 24      | 2014/15 | Sportforum Hohenschönhausen                 | 5000 m                            | Jorrit Bergsma                                                        | Sverre Lunde Pedersen                                           | Douwe de Vries                                                           |
| 24      | 2014/15 | Sportforum Hohenschönhausen                 | 500 m                             | Artur Waś                                                             | Espen Aarnes Hvammen                                            | Laurent Dubreuil                                                         |
| 24      | 2014/15 | Sportforum Hohenschönhausen                 | 1500 m                            | Jan Szymański                                                         | Sverre Lunde Pedersen                                           | Thomas Krol                                                              |
| 24      | 2014/15 | Sportforum Hohenschönhausen                 | Massenstart                       | Lee Seung-hoon                                                        | Arjan Stroetinga                                                | Bart Swings                                                              |
| 25      | 2016/17 | Sportforum Hohenschönhausen                 |                                   |                                                                       |                                                                 |                                                                          |
| 25      | 2016/17 | Sportforum Hohenschönhausen                 | 500 m                             | Nico Ihle                                                             | Yuma Murakami                                                   | Jan Smeekens                                                             |
| 25      | 2016/17 | Sportforum Hohenschönhausen                 | 1500 m                            | Kjeld Nuis                                                            | Denis Juskow                                                    | Peter Michael                                                            |
| 25      | 2016/17 | Sportforum Hohenschönhausen                 | 1000 m                            | Kjeld Nuis                                                            | Kai Verbij                                                      | Håvard Holmefjord Lorentzen                                              |
| 25      | 2016/17 | Sportforum Hohenschönhausen                 | 5000 m                            | Ted-Jan Bloemen                                                       | Peter Michael                                                   | Jorrit Bergsma                                                           |
| 25      | 2016/17 | Sportforum Hohenschönhausen                 | 500 m                             | Ruslan Muraschow                                                      | Ronald Mulder                                                   | Kai Verbij                                                               |
| 25      | 2016/17 | Sportforum Hohenschönhausen                 | 1000 m                            | Kai Verbij                                                            | Håvard Holmefjord Lorentzen                                     | Nico Ihle                                                                |